# Cleo Baldon

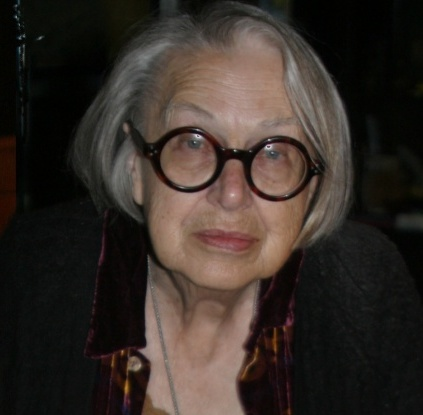
Cleo Baldon (2007)

Cleo Baldon (* 1. Juni 1927 in Leavenworth, Washington; † 12. Oktober 2014) war eine US-amerikanische Architektin, Landschaftsarchitektin und Möbeldesignerin in Los Angeles. Sie arbeitete als Design-Direktorin bei Galper-Baldon Associates. Baldons Werk wird mit ihren Swimming-Pool-Anlagen und ihren Outdoor-Möbelentwürfen nachhaltiger Einfluss auf die Entwicklung dieser Bereiche zugestanden.

## Leben
Baldon wurde in Leavenworth als Tochter von Ernest Elsworth Chute und Esther Jane Hannan geboren, wuchs aber im wenige Kilometer entfernten Peshastin auf. Sie zog nach Kalifornien, wo sie die Woodbury University besuchte und 1948 abschloss.
Baldon gründete zusammen mit Sid Galper die Partnerschaft Galper-Baldon Associates, ein Büro für Landschaftsarchitektur. Baldon beaufsichtigte praktisch alle Projekte für Galper-Baldon Associates, mit Ausnahme der Landschaftsbepflanzung. 1985 sagte Baldon der Los Angeles Times, dass sie nichts von Pflanzen verstehe. Ihr Partner Sid Galper war der Gartenbauer. Baldon entwarf über 3.000 Swimmingpools in Südkalifornien und hielt ein Design-Patent für den Contour-Spa mit ergonomischen Unterwasser-Sitzplätzen. Ihr wird die Entwicklung des sogenannten Lap-Pools (rechteckige, lange Becken, in denen zu Fitnesszwecken Bahnen geschwommen werden können) zugeschrieben, den sie 1970 in Kalifornien eingeführt haben soll.

„A swimming pool reaches us on an emotional level. We are drawn to water. We seek to live beside it, at streams and rivers, oceans and lakes. We can imagine the pool as a link to our primordial past; pools respond to a profound emotional need and satisfy it.“

Neben ihrer architektonischen Arbeit entwarf Baldon auch Möbel und gründete zusammen mit Galper-Baldon-Partner Sid Galper die kalifornische Firma Terra. Das Unternehmen produzierte und verkaufte hochwertige Außenmöbel. Besonders gut verkaufte sich eines von Baldons Design, in dem sie die aus Metall gefertigten Beine und -streben um 45° drehte, so dass dem Auge nicht die flache Kante präsentiert wird, sondern der rechte Winkel an der Ecke das ist, was zuerst auffällt.
Baldon war Mitglied der American Society Landscape Architects, von der sie 1999 einen Merit Award erhielt. Zudem erhielt sie zwei Auszeichnungen des Landscape Architects Fund sowie mehrere kalifornische Auszeichnungen.
Baldon heiratete 1948 Lewis Smith Baldon, mit dem sie einen Sohn hatte. Die Ehe wurde 1961 geschieden. Danach war sie mit dem Romanautor, Drehbuchautor und Filmregisseur Ib Jørgen Melchior verheiratet. Mit ihm schrieb sie gemeinsam auch zwei Sachbücher. Sie und ihr Mann, der sie überlebte, wohnten in den Hollywood Hills.

## Werke
- mit Ib Melchior und  Julius Shulman: Steps & Stairways. Rizzoli International Publications, New York City 1989, ISBN 978-0-8478-1075-8.
- mit Ib Melchior und Melba Levick: Reflections on the Pool: California Designs for Swimming. Rizzoli International Publications, New York City 1997, ISBN 978-0-8478-2014-6.